# Чемпіонат України з хокею
Чемпіонат України з хокею — щорічні хокейні змагання в Україні. Організацією чемпіонату опікується Федерація хокею України. У сезонах 2011/12 та 2012/13 років право проведення турніру делегували Професіональній хокейній лізі (ПХЛ).
З сезону 2015/16 року, чемпіонат проводиться під егідою Української хокейної ліги (УХЛ).
За перемогу в чемпіонаті тріумфатор отримував золоті медалі, а з 2009 року ще й перехідний «Кубок ФХУ».

## Історія
Перший чемпіонат проведено у квітні 1993 року. Чемпіоном став на той час єдиний професіональний хокейний клуб України, бронзовий призер чемпіонату СРСР 1985 року київський «Сокіл».
У сезоні 1995/96 років турнір не відбувся взагалі.
2011 року спробували вивести чемпіонат України на вищий професійний рівень. Для цього створили ПХЛ, засновниками якої виступили самі клуби-учасники турніру. ФХУ передала цій організації право на проведення чемпіонату України. Проте провівши лише два сезони з часу свого створення, не знайшовши титульного спонсора, ПХЛ призупинила свою діяльність.
Протягом 2013—2016 років чемпіонат знову розігрувався під егідою ФХУ.
З 2016 року національний чемпіонат організовувала створена того року Українська хокейна ліга.
У сезоні 2021/22 у грудні місяці стався скандал через те що дисциплінарний комітет Федерації хокею України відсторонив від участі в офіційних матчах сімох гравців клубів «Донбас» та «Краматорськ», які залишили склад збірної України. Того ж дня було оголошено про створення Української хокейної суперліги, засновниками якої стали клуби УХЛ «Донбас», «Краматорськ», «Білий Барс» і «Маріуполь». 8 грудня 2021 року нова ліга стартувала. 24 лютого 2022 року змагання було скасовано через російське вторгнення в Україну та введення на її території воєнного стану. 14 травня 2022 року Рада Федерації хокею України ухвалила рішення згідно з п. 2 ст. 1 Правового регламенту чемпіонату закріпити підсумкові місця в таблиці Української хокейної ліги станом на 24 лютого 2022 року. Також Рада Федерації затвердила чемпіонів та призерів змагань.

## Призери чемпіонатів України
| №  | Сезон   | Чемпіон                                                                              | Срібний призер                                                                       | Бронзовий призер                                                                     |
| -- | ------- | ------------------------------------------------------------------------------------ | ------------------------------------------------------------------------------------ | ------------------------------------------------------------------------------------ |
| 1  | 1993    | «Сокіл» (Київ)                                                                       | ШВСМ (Київ)                                                                          | «Юпітер» (Харків)                                                                    |
| 2  | 1994    | ШВСМ (Київ)                                                                          | «Сокіл» (Київ)                                                                       | СДЮШОР «Сокіл» (Київ)                                                                |
| 3  | 1995    | «Сокіл» (Київ)                                                                       | «АТЕК» (Київ)                                                                        | ШВСМ (Київ)                                                                          |
| 4  | 1996    | Запланований на весну 1996 року чемпіонат не відбувся через відсутність фінансування | Запланований на весну 1996 року чемпіонат не відбувся через відсутність фінансування | Запланований на весну 1996 року чемпіонат не відбувся через відсутність фінансування |
| 5  | 1996/97 | «Сокіл» (Київ)                                                                       | «Крижинка» (Київ)                                                                    | «АТЕК» (Київ)                                                                        |
| 6  | 1997/98 | «Сокіл» (Київ)                                                                       | «Беркут-ППО» (Київ)                                                                  | «Політехнік-Яся» (Київ)                                                              |
| 7  | 1998/99 | «Сокіл» (Київ)                                                                       | «Беркут-ППО» (Київ)                                                                  | «Сокіл-2» (Київ)                                                                     |
| 8  | 1999/00 | «Беркут-Київ»                                                                        | «Сокіл» (Київ)                                                                       | «Політехнік-Яся» (Київ)                                                              |
| 9  | 2000/01 | «Беркут-Київ»                                                                        | «Сокіл» (Київ)                                                                       | «Харків»                                                                             |
| 10 | 2001/02 | «Беркут-Київ»                                                                        | «Сокіл» (Київ)                                                                       | «Донбас» (Донецьк)                                                                   |
| 11 | 2002/03 | «Сокіл» (Київ)                                                                       | СДЮСШОР-«Барвінок»                                                                   | «АТЕК» (Київ)                                                                        |
| 12 | 2003/04 | «Сокіл» (Київ)                                                                       | ХК «Київ»                                                                            | «АТЕК» (Київ)                                                                        |
| 13 | 2004/05 | «Сокіл» (Київ)                                                                       | «Дніпровські вовки» (Дніпро)                                                         | «Київ»                                                                               |
| 14 | 2005/06 | «Сокіл» (Київ)                                                                       | «Беркут» (Київ)                                                                      | «Дніпровські вовки» (Дніпро)                                                         |
| 15 | 2006/07 | «АТЕК» (Київ)                                                                        | «Беркут» (Бровари)                                                                   | «Компаньйон-Нафтогаз» (Київ)                                                         |
| 16 | 2007/08 | «Сокіл» (Київ)                                                                       | «Барс» (Броварський р-н)                                                             | «Харків»                                                                             |
| 17 | 2008/09 | «Сокіл» (Київ)                                                                       | «Білий Барс» (Бровари)                                                               | «АТЕК» (Київ)                                                                        |
| 18 | 2009/10 | «Сокіл» (Київ)                                                                       | «Беркут» (Київ)                                                                      | «Харків»                                                                             |
| 19 | 2010/11 | «Донбас» (Донецьк)                                                                   | «Сокіл» (Київ)                                                                       | «Компаньйон-Нафтогаз»                                                                |
| 20 | 2011/12 | «Донбас» (Донецьк)                                                                   | «Сокіл» (Київ)                                                                       | «Беркут» (Київ)                                                                      |
| 21 | 2012/13 | «Донбас» (Донецьк)                                                                   | «Компаньйон-Нафтогаз» (Київ)                                                         | «Сокіл» (Київ)                                                                       |
| 22 | 2013/14 | «Компаньйон-Нафтогаз» (Київ)                                                         | «Білий Барс» (Біла Церква)                                                           | «Сокіл» (Київ)                                                                       |
| 23 | 2014/15 | «АТЕК» (Київ)                                                                        | «Кременчук»                                                                          | «Дженералз» (Київ)                                                                   |
| 24 | 2015/16 | «Донбас» (Донецьк)                                                                   | «Дженералз» (Київ)                                                                   | «Кременчук»                                                                          |
| 25 | 2016/17 | «Донбас» (Донецьк)                                                                   | «Кременчук»                                                                          | «Кривбас» (Кривий Ріг)                                                               |
| 26 | 2017/18 | «Донбас» (Донецьк)                                                                   | «Кременчук»                                                                          | «Білий Барс» (Біла Церква)                                                           |
| 27 | 2018/19 | «Донбас» (Донецьк)                                                                   | «Дніпро» (Херсон)                                                                    | «Кременчук»                                                                          |
| 28 | 2019/20 | «Кременчук»                                                                          | «Донбас» (Донецьк)                                                                   | «Дніпро» (Херсон)                                                                    |
| 29 | 2020/21 | «Донбас» (Донецьк)                                                                   | «Сокіл» (Київ)                                                                       | «Кременчук»                                                                          |
| 30 | 2021/22 | «Сокіл» (Київ)                                                                       | «Кременчук»                                                                          | «Дніпро» (Херсон)                                                                    |
| 31 | 2022/23 | «Сокіл» (Київ)                                                                       | «Кременчук»                                                                          | «Дніпро» (Херсон)                                                                    |
| 32 | 2023/24 | «Сокіл» (Київ)                                                                       | «Кременчук»                                                                          | «Дніпро» (Херсон)                                                                    |
| 33 | 2024/25 | «Кременчук»                                                                          | «Київ Кепіталз»                                                                      | «Сокіл» (Київ)                                                                       |

## Перша ліга
У сезонах від 2001/02 по 2005/06 окрім змагань у Вищій лізі проводили також чемпіонат у Першій лізі серед команд нижчих за класом, здебільшого аматорських.

## Рекорди та ювілеї

### Ювілейні матчі в чемпіонаті
| #    | Матч                                        | Рахунок | Дата           |
| ---- | ------------------------------------------- | ------- | -------------- |
| 1    | Юніорська збірна України U18 — «КПІ» (Київ) | 7:5     | 5 квітня 1993  |
| 500  | «Беркут» (Київ) — «Сокіл-90» (Київ)         | 23:1    | 8 грудня 2005  |
| 1000 | «Білий Барс» (Бровари) — «Донбас» (Донецьк) | 3:9     | 11 січня 2011  |
| 1500 | «Донбас» (Донецьк) — «Компаньйон» (Київ)    | 19:2    | 10 жовтня 2015 |

### Найбільше матчів у чемпіонаті
- 190 — сезон 2011/12

### Найменше матчів у чемпіонаті
- 12 — сезон 2000/01

### Рекордні «сухі» серії воротарів
| # | Тривалість            | Гравець           | Клуб             | Сезон   |
| - | --------------------- | ----------------- | ---------------- | ------- |
| 1 | 210 хвилин 55 секунд  | Едуард Захарченко | Дженералз (Київ) | 2015/16 |
| 2 | 195 хвилин 32 секунди | Ян Хован          | Беркут (Київ)    | 2012/13 |

### Найбільша відвідуваність
| Кількість глядачів | Матч                         | Рахунок | Дата           |
| ------------------ | ---------------------------- | ------- | -------------- |
| 5 195 глядачів     | «Сокіл» (Київ) - «Кременчук» | 6:2     | 12 лютого 2022 |